# Fontaine (Territoire de Belfort)
Fontaine település Franciaországban, Territoire de Belfort megyében. Lakosainak száma 601 fő (2022. január 1.). Fontaine Larivière, Chavannes-sur-l’Étang, Foussemagne, Frais, Lacollonge, Phaffans, Reppe és Vauthiermont községekkel határos.

## Népesség
A település népességének változása:
| Lakosok száma | 624  | 611  | 621  | 603  | 598  | 596  | 594  | 597  | 601  |
|               | 2013 | 2015 | 2016 | 2017 | 2018 | 2019 | 2020 | 2021 | 2022 |